# San Jose (Camarines Sur)
San Jose ist eine philippinische Stadtgemeinde der 4. Einkommensklasse in der Provinz Camarines Sur. Sie hat 40.623 Einwohner (Zensus 1. August 2015) auf einer Fläche von 47 km². Die Gemeinde liegt im Süden der Caramoan-Halbinsel an der Ostküste des Golf von Lagonoy.

## Baranggays
San Jose ist politisch in 29 Baranggays unterteilt.
- Adiangao
- Bagacay
- Bahay
- Boclod
- Calalahan
- Calawit
- Camagong
- Catalotoan
- Danlog
- Del Carmen (Pob.)
- Dolo
- Kinalansan
- Mampirao
- Manzana
- Minoro
- Palale
- Ponglon
- Pugay
- Sabang
- Salogon
- San Antonio (Pob.)
- San Juan (Pob.)
- San Vicente (Pob.)
- Santa Cruz (Pob.)
- Soledad (Pob.)
- Tagas
- Tambangan
- Telegrafo
- Tominawog

## Wirtschaft
Calalahan, liegt am Golf von Lagunoy und ist reich an Meeresressourcen, wie Fächerfischen, Delfinen, Sardellen usw.